# Copa de las Naciones UCI sub-23 2013
La Copa de las Naciones UCI sub-23 2013, fue la séptima edición del calendario ciclístico creado por la Unión Ciclista Internacional para corredores menores de 23 años.
Estuvo compuesto por ocho carreras, dos menos que en la edición anterior, al no puntuar el campeonato continental de África y desaparecer la Toscana-Terra di ciclismo. Los puntos obtenidos en las mismas dieron como ganador por tercer año consecutivo a Francia quedando el Reino Unido y los Países Bajos en segundo y tercer lugar respectivamente.

## Resultados
| Fecha     | País            | Carrera                                | Categoría | Vencedor        | Vencedor (Países) | Líder (Países) |
| --------- | --------------- | -------------------------------------- | --------- | --------------- | ----------------- | -------------- |
| 16/3      | India           | Campeonato Asiático en Ruta sub-23     | CC        | Ali Khademi     | Irán              | Irán           |
| 6/4       | Bélgica         | Tour de Flandes sub-23                 | 1.Ncup    | Rick Zabel      | Alemania          | Alemania       |
| 10/4      | Francia         | La Côte Picarde                        | 1.Ncup    | Caleb Ewan      | Australia         | Bélgica        |
| 13/4      | Países Bajos    | ZLM Tour                               | 1.Ncup    | Yoeri Havik     | Países Bajos      | Países Bajos   |
| 4/5       | México          | Campeonato Panamericano en Ruta sub-23 | CC        | Richard Carapaz | Ecuador           | Países Bajos   |
| 7/6-9/6   | Canadá          | Coupe des Nations Ville Saguenay       | 2.Ncup    | Sondre Enger    | Noruega           | Países Bajos   |
| 21/7      | República Checa | Campeonato Europeo en Ruta sub-23      | CC        | Sean De Bie     | Bélgica           | Francia        |
| 24/8-31/8 | Francia         | Tour del Porvenir                      | 2.Ncup    | Rubén Fernández | España            | Francia        |

## Clasificación
| Pos. | País         | Puntos |
| ---- | ------------ | ------ |
| 1º   | Francia      | 74     |
| 2º   | Reino Unido  | 64     |
| 3º   | Países Bajos | 59     |
| 4º   | Noruega      | 57     |
| 5º   | Bélgica      | 52     |
| 6º   | Kazajistán   | 46     |
| 7º   | Italia       | 46     |
| 8º   | Alemania     | 44     |
| 9º   | Eslovenia    | 42     |
| 10º  | Colombia     | 41     |